# Cryptotis alticola
Cryptotis alticola és una espècie de mamífer de la família de les musaranyes (Soricidae). Viu als altiplans de més de 2.000 metres als estats mexicans de Colima, Hidalgo, Jalisco, Michoacán, Mèxic i Puebla, Morelos i Mèxic DF. Localitat tipus: Mèxic, volcà Popocatépetl, 3.505 m.